# Golos Tarasa
Golos Tarasa (Голос Тараса) è un film del 1940 diretto da Vladimir Borisovič Fejnberg.